# ستيوارت رودس (لاعب كريكت)
ستيوارت رودس (24 مارس 1910 - 7 يناير 1989)  (بالإنجليزية: Stuart Rhodes)‏ هو لاعب كريكت بريطاني (وحمل سابقاً جنسية المملكة المتحدة لبريطانيا العظمى وأيرلندا).

## وصلات خارجية
- ستيوارت رودس على موقع إي آس بي آن كريك إنفو (الإنجليزية)